# سقنقور الرأس الأخضر
سقنقوريات الرأس الأخضر أو شنينية (الاسم العلمي: Chioninia)، جنس سحالي من فُصيلة السقنقورية الملتوية وفصيلة السقنقورية. لفترة طويلة، تم تضمين هذه الجنس في أصنوفة سلة مهملات للحكأة. ويضم الجنس حُكأيات الرأس الأخضر.
أعطانها جزيرة الرأس الأخضر.